# Catálogo Karachentseva de Galaxias aisladas
El Catálogo Karachentseva de Galaxias aisladas (KIG o CIG) (en inglés: Karachentseva Isolated Galaxy Catalogue) es un catálogo astronómico que contiene información de 1.051 galaxias aisladas del hemisferio norte con magnitud aparente inferior a 15,7.
La versión original fue publicada en 1973 con información sobre las coordenadas ecuatoriales, clases de aislamiento, magnitudes aparentes, tipo de morfología, radio axial, eje mayor y velocidades radiales de cada objeto. En 1986 el catálogo fue actualizado, incluyéndose más datos sobre los objetos ya existentes. 